# 유스틴 베일로
유스틴 베일로, 또는 주스틴 베일로(네덜란드어: Justin Bijlow, 네덜란드어 발음: [ˈjʏstin 'bɛiloː, ˈdʑus-], 1998년 1월 22일~)는 네덜란드의 축구 선수로, 포지션은 골키퍼이다. 현재 에레디비시의 페예노르트 로테르담과 네덜란드 축구 국가대표팀에서 활동하고 있다. 대한민국에서는 이름 'Justin'을 영어식 '저스틴'으로 읽은 저스틴 베일로로도 알려져 있다.
2015년 2월 페예노르트 로테르담에서 프로 선수 생활을 시작했고 2017년 8월 페예노르트 데뷔전을 가졌다. 페예노르트 소속으로 에레디비시 우승 2회, KNVB 베커르 우승 2회와 요한 크라위프 스할 우승 3회를 달성했고 2022 UEFA 유로파컨퍼런스리그 결승전에 주장으로 출전해 유로파컨퍼런스리그 준우승을 달성했다.
베일로는 네덜란드 연령별 축구 국가대표팀을 거친 뒤 2021년 9월 네덜란드 축구 국가대표팀에 데뷔했다. 그는 네덜란드 대표팀 소속으로 2022년 FIFA 월드컵, UEFA 유로 2024, 2023년 UEFA 네이션스리그 결선 토너먼트에 참가했다.

## 구단 경력
고향인 로테르담을 연고로 둔 페예노르트에서 유소년 경력을 보냈다. 2015년 2월 페예노르트와 프로 선수 계약을 체결하고 2016년 1월에 1군에 입단했다. 입단 첫 시즌 당시에는 주전 골키퍼였던 케네스 페르메이르에게 밀려 경기에 출전하지 못했고 이듬해인 2017년 8월 13일 FC 트벤터를 상대로 선발로 출전하여 리그 데뷔전을 가졌다. 이 경기는 2-1로 승리했다.

## 국가대표팀 경력
네덜란드 청소년 대표팀 선수로 활동했으며 2020년 11월에 처음으로 네덜란드 성인 대표팀에 소집되었다.
2021년 9월 1일 노르웨이와의 월드컵 지역 예선 경기 경기를 통해 국제 A매치에 처음 출전했으며 경기는 1-1로 끝났다.
2022년 FIFA 월드컵에 참가하는 네덜란드 대표팀 최종 명단에 발탁되며 월드컵에 참가했으나 본선 경기에서는 안드리스 노퍼르트가 출전했다. UEFA 유로 2024 대회에도 네덜란드 대표팀의 일원으로 참가했으며 본선에서는 바르트 페르브뤼헌에게 밀려 경기에 출전하지 못했다.